# 沖縄県の市町村旗一覧
沖縄県の市町村旗一覧（おきなわけんのしちょうそんきいちらん）は、沖縄県内の市町村に制定されている、あるいは制定されていた市町村旗の一覧である。なお、一覧の順序は全国地方公共団体コード順による。廃止された市町村旗は廃止日から順に掲載している。

## 概要
- 沖縄県の自治体では旗を制定している自治体が多く、特に市部では全自治体が制定されている。[1]制定されている旗の色には青色（那覇市[2]・宜野湾市[3]・石垣市など[3]）と紫色（糸満市[4]・沖縄市[5]・島尻郡八重瀬町[6]）が指定されている自治体が大半を占める。

## 市部
| 市       | 市旗                      | 制定有無 | 制定日        | 旗の色                                         | 備考 |
| -------- | ------------------------- | -------- | ------------- | ---------------------------------------------- | --- |
| 那覇市   |                           | あり     | 1965年9月1日  | 地色は青色であり、紋章は白色が指定されている   | |
| 宜野湾市 |                           | あり     | 1967年7月1日  | 地色は青色であり、紋章は白色が指定されている   | |
| 石垣市   |                           | あり     | 1967年4月8日  | 地色は青色であり、紋章は白色が指定されている   | 当初は市章とデザインが異なる作品を採用することを検討していたが、入選作・佳作がなかったので市章をそのまま取り入れた 規格・寸法は日本の国旗をそのまま取り入れている |
| 浦添市   | （文字あり） （文字なし） | あり     | 1974年5月8日  | 地色は藍色であり、紋章は白色が指定されている   | ロゴタイプありとなしが指定されている |
| 名護市   |                           | あり     | 不明          | 地色は白色であり、紋章は青緑色が指定されている | |
| 糸満市   |                           | あり     | 1971年12月1日 | 地色は紫色であり、紋章は白色が指定されている   | |
| 沖縄市   |                           | あり     | 1974年9月20日 | 地色は紫色であり、紋章は白色が指定されている   | |
| 豊見城市 | （文字あり） （文字なし） | あり     | 2002年4月1日  | 地色は紫色であり、紋章は白色が指定されている   | ロゴタイプありとなしで制定されている |
| うるま市 |                           | あり     | 2006年3月1日  | 地色は白色であり、紋章は指定色が指定されている | |
| 宮古島市 |                           | あり     | 2005年10月1日 | 地色は白色であり、紋章は指定色が指定されている | |
| 南城市   | （文字あり） （文字なし） | あり     | 2006年11月1日 | 地色は白色であり、紋章は指定色が指定されている | ロゴタイプありとなしで制定されている |

## 町村部
| 郡       | 町村     | 町村旗                    | 制定有無 | 制定日         | 旗の色 | 備考                                                     |
| -------- | -------- | ------------------------- | -------- | -------------- | --- | -------------------------------------------------------- |
| 国頭郡   | 国頭村   |                           | なし     | なし           | 地色は紫色であり、紋章は緑色・縁部分は白色が指定されている                                                                 |                                                          |
| 国頭郡   | 大宜味村 |                           | なし     | なし           | 地色は緑色であり、紋章は黄色が指定されている                                                                               |                                                          |
| 国頭郡   | 東村     |                           | なし     | なし           | 地色は紺色であり、紋章は黄色が指定されている                                                                               |                                                          |
| 国頭郡   | 今帰仁村 |                           | あり     | 1973年11月8日  | 指定されていない 慣例として地色は白色であり、紋章は緑色・黄色が指定されている                                              |                                                          |
| 国頭郡   | 本部町   |                           | なし     | なし           | 地色は紺色であり、紋章は橙色が指定されている                                                                               |                                                          |
| 国頭郡   | 恩納村   |                           | あり     | 1973年5月15日  | 地色はサップグリーン色であり、紋章は金色が指定されている                                                                   |                                                          |
| 国頭郡   | 宜野座村 |                           | あり     | 1976年11月27日 | 地色は緑色であり、紋章は橙色が指定されている                                                                               |                                                          |
| 国頭郡   | 金武町   |                           | なし     | なし           | 地色は青色であり、紋章は黄色が指定されている                                                                               |                                                          |
| 国頭郡   | 伊江村   |                           | なし     | なし           | 地色は白色であり、紋章は緑色が指定されている                                                                               |                                                          |
| 中頭郡   | 読谷村   |                           | あり     | 1976年12月24日 | 地色はデイープ・バイオレツト（濃青紫）であり、紋章はヴイヴイツト・レデイツシユ・イエロー（冴えた赤味の黄）が指定されている |                                                          |
| 中頭郡   | 嘉手納町 |                           | あり     | 1985年7月1日   | 地色は白色であり、紋章は青色が指定されている                                                                               |                                                          |
| 中頭郡   | 北谷町   |                           | あり     | 1980年7月1日   | 地色は白色であり、紋章は赤色が指定されている                                                                               |                                                          |
| 中頭郡   | 北中城村 |                           | なし     | なし           | 地色は緑色であり、紋章は白色が指定されている                                                                               |                                                          |
| 中頭郡   | 中城村   |                           | なし     | なし           | 地色は白色であり、紋章は赤色・黄緑色・青色が指定されている                                                                 |                                                          |
| 島尻郡   | 西原町   |                           | あり     | 1986年4月1日   | 地色は青色で紋章は白色が指定されている                                                                                     |                                                          |
| 島尻郡   | 与那原町 |                           | あり     | 1994年12月12日 | 地色は白色で紋章は青色が指定されている                                                                                     |                                                          |
| 島尻郡   | 南風原町 |                           | なし     | なし           | 地色は朱色であり、紋章は白色が指定されている                                                                               |                                                          |
| 島尻郡   | 渡嘉敷村 |                           | なし     | なし           | 地色は青色であり、紋章は赤色・縁部分は白色が指定されている                                                                 |                                                          |
| 島尻郡   | 座間味村 |                           | なし     | なし           | 地色は青色であり、紋章は黄色が指定されている                                                                               |                                                          |
| 島尻郡   | 粟国村   |                           | なし     | なし           | 地色は青色であり、紋章は黄色が指定されている                                                                               |                                                          |
| 島尻郡   | 渡名喜村 |                           | なし     | なし           | 地色は紫色であり、紋章は白色が指定されている                                                                               |                                                          |
| 島尻郡   | 南大東村 |                           | あり     | 1976年12月27日 | 地色は白色であり、紋章は緑色が指定されている                                                                               |                                                          |
| 島尻郡   | 北大東村 |                           | なし     | なし           | 地色は白色であり、紋章は「北」の部分は青色・「大東」の部分は赤色が指定されている                                           |                                                          |
| 島尻郡   | 伊平屋村 |                           | あり     | 1977年4月1日   | 指定されていない 慣例として地色は白色であり、紋章は緑色が指定されている                                                    |                                                          |
| 島尻郡   | 伊是名村 |                           | あり     | 1969年8月15日  | 指定されていない 慣例として地色は白色であり、紋章は赤色が指定されている                                                    | 旗の規格は日本の国旗に準する 1972年5月15日に条例化される |
| 島尻郡   | 久米島町 |                           | なし     | なし           | 地色は臙脂色であり、紋章は指定色・紋章の周辺は白色が指定されている                                                         |                                                          |
| 島尻郡   | 八重瀬町 | （文字あり） （文字なし） | あり     | 2007年2月14日  | 地色は薄紫色であり、紋章は指定色が指定されている                                                                           | ロゴタイプありとなしで指定されている                     |
| 宮古郡   | 多良間村 |                           | なし     | なし           | 地色は緑色であり、紋章は黄色が指定されている                                                                               |                                                          |
| 八重山郡 | 竹富町   |                           | あり     | 1970年1月20日  | 地色は青色で紋章は白色が指定されている                                                                                     |                                                          |
| 八重山郡 | 与那国町 |                           | あり     | 2015年5月12日  | 地色は青色で紋章は白色が指定されている                                                                                     |                                                          |

## 廃止された市町村旗
| 市郡     | 町村     | 市町村旗 | 制定有無 | 制定日        | 廃止日        | 旗の色                                                                                     | 備考                                             |
| -------- | -------- | -------- | -------- | ------------- | ------------- | ------------------------------------------------------------------------------------------ | ------------------------------------------------ |
| 島尻郡   | 具志川村 |          | なし     | なし          | 2002年4月1日  | -                                                                                          |                                                  |
| 島尻郡   | 仲里村   |          | あり     | 1981年1月1日  | 2002年4月1日  | 地色は緑色で紋章は白色が指定されている                                                     |                                                  |
| 具志川市 |          |          | あり     | 1968年8月2日  | 2005年4月1日  | 地色は青色であり、紋章は白色が指定されている                                               |                                                  |
| 石川市   |          |          | あり     | 1969年10月    | 2005年4月1日  | 地色は白色であり、紋章は緑色が指定されている                                               |                                                  |
| 中頭郡   | 勝連町   |          | あり     | 1987年6月16日 | 2005年4月1日  | 地色は青色であり、紋章は白色が指定されている                                               |                                                  |
| 中頭郡   | 与那城町 |          | あり     | 1977年3月5日  | 2005年4月1日  | 地色は白色であり、紋章は赤色が指定されている                                               | 与那城村旗として制定され、町制施行後に継承される |
| 平良市   |          |          | あり     | 不明          | 2005年10月1日 | 地色は紺色であり、紋章は白色が指定されている                                               |                                                  |
| 宮古郡   | 城辺町   |          | なし     | なし          | 2005年10月1日 | 地色は臙脂色であり、紋章は白色が指定されている                                             |                                                  |
| 宮古郡   | 下地町   |          | あり     | 1981年3月31日 | 2005年10月1日 | 地色は緑色であり、紋章は白色が指定されている                                               |                                                  |
| 宮古郡   | 上野村   |          | あり     | 1994年8月1日  | 2005年10月1日 | 地色は濃紺色であり、紋章は白色が指定されている                                             |                                                  |
| 宮古郡   | 伊良部町 |          | あり     | 1998年3月31日 | 2005年10月1日 | 地色は藍色であり、紋章は白色が指定されている                                               |                                                  |
| 島尻郡   | 東風平町 |          | なし     | なし          | 2006年1月1日  | 地色は濃紫色であり、紋章は白色が指定されている                                             |                                                  |
| 島尻郡   | 具志頭村 |          | なし     | なし          | 2006年1月1日  | 地色は紺色であり、紋章は白色が指定されている                                               |                                                  |
| 島尻郡   | 玉城村   |          | なし     | なし          | 2006年1月1日  | 地色は濃紫色であり、紋章は海老茶色・縁部分は白色が指定されている                           |                                                  |
| 島尻郡   | 知念村   |          | なし     | なし          | 2006年1月1日  | 地色は黄色であり、紋章は緑色が指定されている                                               |                                                  |
| 島尻郡   | 佐敷町   |          | あり     | 1980年6月1日  | 2006年1月1日  | 地色は紫色であり、紋章はゴールデンイエローが指定されている                                 |                                                  |
| 島尻郡   | 大里村   |          | なし     | なし          | 2006年1月1日  | 地色は臙脂色であり、紋章は「サトウキビ」の部分は緑色・「大里」の部分は白色が指定されている |                                                  |

### 書籍
- 中川幸也『シリーズ人間とシンボル第2号「都市の旗と紋章」』中川ケミカル、1987年10月11日。
- NHK情報ネットワーク『NHKふるさとデータブック10 [九州2]』日本放送協会、1992年5月1日。

### 都道府県書籍
- 沖縄県町村会『沖縄市町村要覧 1968年版』沖縄県町村会、1967年12月15日。

#### 自治体書籍
- 恩納村役場『恩納村例規集』沖縄県国頭郡恩納村。
- 具志川市役所『具志川市例規集』沖縄県具志川市。
- 勝連町役場『勝連町例規集』沖縄県中頭郡勝連町。
- 与那城町役場『与那城町例規集』沖縄県中頭郡与那城町。
- 佐敷町役場『佐敷町例規集』沖縄県島尻郡佐敷町。
- 仲里村役場『仲里村例規集』沖縄県島尻郡仲里村。
- 南大東村役場『南大東村例規集』沖縄県島尻郡南大東村。
- 伊是名村役場『伊是名村例規集』沖縄県島尻郡伊是名村。
- 下地町役場『下地町例規集』沖縄県宮古郡下地町。
- 上野村役場『上野村例規集』沖縄県宮古郡上野村。
- 伊良部町役場『伊良部町例規集』沖縄県宮古郡伊良部町。